# سيرجيو كانافيرو
سيرجيو كانافيرو هو طبيب الأعصاب الإيطالي الذي كان يعمل لمحاولة زرع الرأس البشري.

## الحياة المهنية
نشأ كانافيرو في تورينو حيث درس الطب وتخرج من جامعة تورينو. عمل لمدة 22 عاما كطبيب جراحة أعصاب في مستشفى جامعة تورينو لكنه انفصل عن المؤسسة في عام 2015 بسبب زيادة معارضة عمله.
وكان مدير مجموعة تورينو المتقدمة للتأثير العصبي. بدأ كانافيرو العمل على زرع الرأس في عام 1982.
في عام 2013 نشر كانافيرو بروتوكول عن إمكانية زرع الرأس البشري تحت مسمى مشروع «هيفين» (مشروع زرع الرأس).
تعاون كانافيرو مع شياوبينغ رن من جامعة Harbin الطبية.
أول شخص تبرع بالتطوع لهذا المشروع كان فاليري سبيريدونوف، مدير البرنامج الروسي، الذي يعاني من ضمور العضلات الشوكي، مرض هزال العضلات.
تم عرض سبيريدونوف كمريض محتمل ولكن ليس من المرجح أن يكون الأول. [1]
في نوفمبر 2017 قال «كانافيرو» انه هو و «رين» قد زرع رأسا بين اثنين من الجثث البشرية، مع شركائه.